# Fallujah (gruppo musicale)
I Fallujah sono un gruppo musicale metal proveniente da San Francisco (California) fondato nel 2007.

## Storia
I Fallujah nascono all'inizio del 2007 dai liceali Alex Hofmann, Scott Carstairs, Tommy Logan, Dan Wissinger, e Suliman Arghandiwal. La loro prima esibizione avviene il 15 giugno 2007 a Walnut Creek, California. Le loro prime quattro canzoni pubblicate sono "Tyrant", "Verdict", "Schleicher" e "Infidel" come demo.
Il sound della band all'inizio è fortemente influenzato dalla scena hardcore della Bay Area (si esibiscono spesso con band come Lionheart, Hoods, Suffokate, e Lose None). Nello stesso anno, il bassista Dan Wissinger e batterista Tommy Logan lasciano la band; a loro subentrano Brandon "Brando" Hoberg dalla band "Vivisection" al basso e l'amico Andrew Baird alla batteria. Nell'inverno del 2007, i Fallujah registrano il loro secondo demo al TWS studio di Vacaville, California. Le canzoni "Prophets", "Blacklist", e "100 Years From Now" sono all'interno della demo, pubblicata nel gennaio 2008.
Dopo circa un anno iniziano a scrivere il loro EP "Leper Colony". Prima della registrazione, il cantante Suliman Arghandiwal lascia la band e il chitarrista Alex Hofmann subentra come voce del gruppo, mentre Rob Maramonte passa alla chitarra. Leper Colony getta le basi per quello che sarebbe diventato il sound della band, cioè un mix di technical death metal, technical deathcore e elementi atmosferici (come sintetizzatori) ed elementi progressive. La band comincia a registrare e l'EP viene pubblicato alla fine del gennaio 2009. I Fallujah accrescono la loro reputazione dopo l'uscita di Leper Colony.
La band intraprende il suo primo tour pochi giorni dopo aver terminato il liceo e tra il 2009 e il 2011 la band intraprende diversi tour negli Stati Uniti con band come Fallen Figure, Picture it in Ruins, Condemne, Diskreet, and Catalepsy.
Nel 2011 i Fallujah pubblicano il loro primo album "The Harvest Wombs" con l'etichetta Leader Records. L'album amplia ulteriormente la fanbase e incorpora nel loro sound parti melodiche, progressioni armoniche atmosferiche segnando in contemporanea l'abbandono dei breakdowns tipici del deathcore. Dopo l'uscita di "The Harvest Wombs" la band parte in tour, a sostegno di band come Suffocation, Goatwhore, Hate Eternal, The Black Dahlia Murder, Cephalic Carnage, Skeletonwitch, Havok e Pathology.
Nel maggio del 2013 la band autoproduce l'EP "Nomadic" considerata come la prima release che conferma lo stile dei Fallujah come band "Atmospheric Death Metal" incorporando parti ambient, chitarre pulite e voci femminili come quella di Byanca Munoz della band Whirr.
Il 22 luglio 2014, i Fallujah pubblicano il loro secondo album The Flesh Prevails con la Unique Leader Records. L'album esce in concomitanza con lo Slaughter Tour a cui la band partecipa al fianco di Morbid Angel, The Faceless, Dying Fetus e Thy Art is Murder. L'album riceve il plauso universale della stampa, nonostante la critica di alcuni alla qualità di registrazione, non del tutto pulita, in quanto disco vittima della Loudness War.
Nel gennaio 2015 la band annuncia di aver firmato con l'etichetta tedesca Nuclear Blast Records. Nel 2016 la band annuncia il nuovo album "Dreamless" e il video musicale per la canzone "The Void Alone", ove canta anche Tori Letzler. È uscito anche il video della canzone "Scar Queen".

## Formazione

### Formazione attuale
- Andrew Baird – batteria (2007–presente)
- Scott Carstairs – chitarra (2007–presente)
- Alex Hofmann – voce, programmazione (2007–2017)
- Rob Morey – basso (2009–presente)
- Brian James – chitarra (2013–presente)

### Ex componenti
- Dan Wissinger – basso (2007)
- Brandon "Brando" Hoberg – basso (2007-2009)
- Tommy Logan – batteria (2007)
- Suliman Arghandiwal – voce (2007-2008)
- Rob Maramonte – chitarra (2008-2009, 2010-2013)
- Anthony Borges – chitarra (2009-2010)

### Turnisti
- Chason Westmoreland – batteria (2012)
- Alex Lopez – batteria (2012)
- Nic Gruhn – batteria (2013)
- Brian James – batteria (2013)

## Discografia

### Album in studio
- 2011 - The Harvest Wombs
- 2014 - The Flash Prevails
- 2016 - Dreamless
- 2019 - Undying Light
- 2022 - Empyrean

### EP
- 2009 - Leper Colony
- 2013 - Nomadic